# Komorów (Nowy Świętów)
Komorów – część wsi Nowy Świętów w Polsce, położona w województwie opolskim, w powiecie nyskim, w gminie Głuchołazy.
W latach 1975–1998 Komorów administracyjnie należał do ówczesnego województwa opolskiego.